# Yuya Kamoto
 (juin 2025).
Si vous disposez d'ouvrages ou d'articles de référence ou si vous connaissez des sites web de qualité traitant du thème abordé ici, merci de compléter l'article en donnant les références utiles à sa vérifiabilité et en les liant à la section « Notes et références ».
Yuya Kamoto (神本 雄也, Kamoto Yūya), né le 14 septembre 1994, est un gymnaste japonais.
Il mesure 1,57 m pour 58 kg et est étudiant à la Nippon Sport Science University. Il termine deuxième du concours général de gymnastique artistique lors de l'Universiade d'été de 2015.